# 鳥を持つ子供
『鳥を持つ子供』（とりをもつこども、独: Das Kind mit dem Vogel、英: Boy with Bird）は、フランドルのバロック期の巨匠ピーテル・パウル・ルーベンスがオーク板上に油彩で描いた肖像画である。絵画は2段階に分けて制作されたもので、1614年ごろに2枚の水平の板に子供の頭部が描かれた後、おそらく1629年以降に画面の左側が拡大され、子供の手と鳥が描き加えられた。作品は現在、ベルリン絵画館に所蔵されている。

## 作品

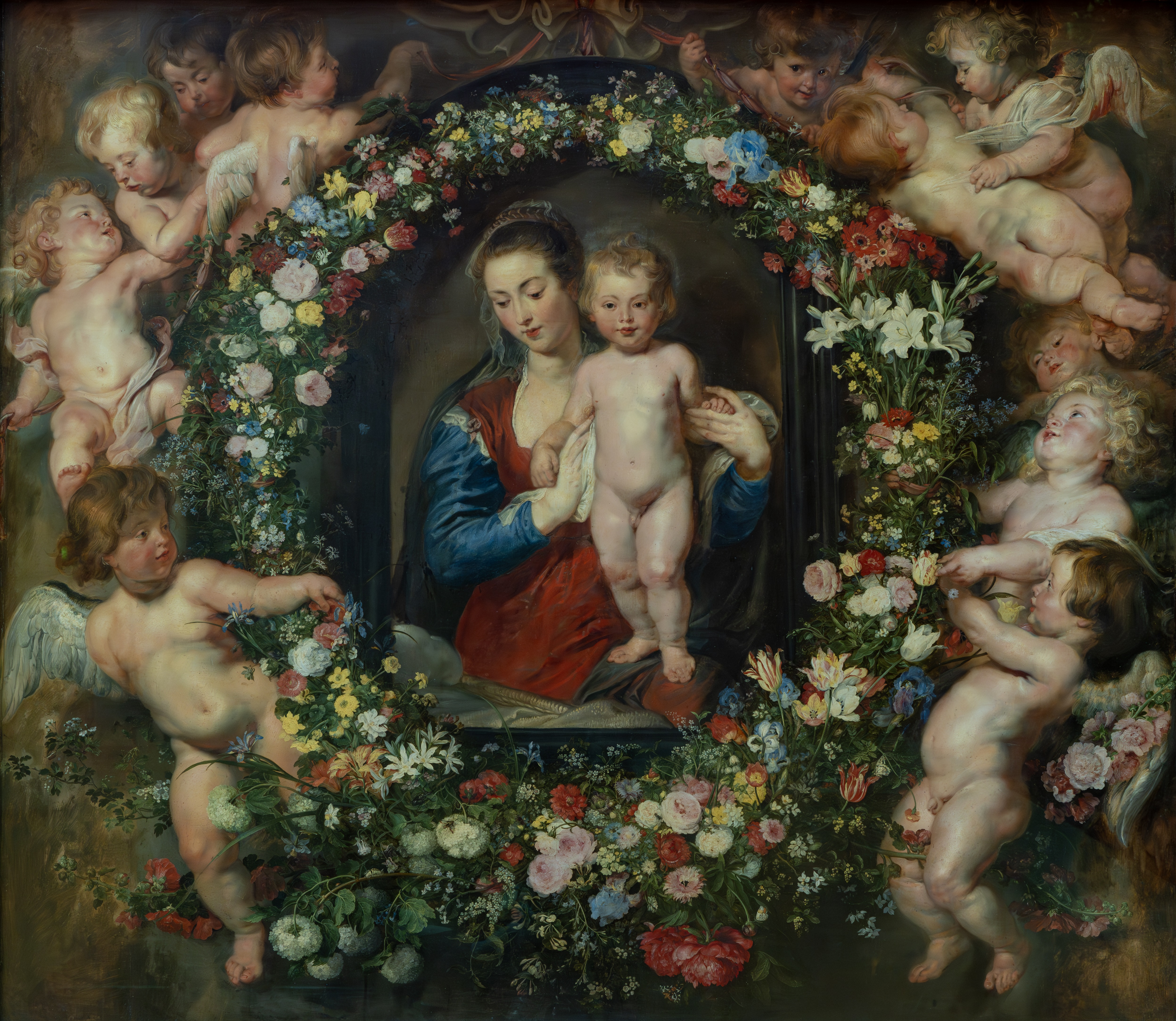
ピーテル・パウル・ルーベンス、ヤン・ブリューゲル (父) 『花環の聖母』 (1619年ごろ)、アルテ・ピナコテーク、ミュンヘン

ルーベンスは肖像画家として著名であったが、1626年に制作した自身の2人の息子の肖像画 (リヒテンシュタイン美術館、ウィーン) 以外に実物大の子供の肖像画は残っていない。以前、この作品のモデルは少女だと思われていたが、おそらくルーベンスの息子アルベルト (1614年生まれ)、あるいはルーベンスが兄の死後に養子にした甥のフィリップ (1611年生まれ) を描いている。所蔵先のベルリン絵画館では、子供の年齢が3歳くらいだということと1614年ごろの制作年から、モデルをフィリップだと見なしている。
上記のように本作は2段階に分けて制作されており、拡大された部分の仕上げと顔料は本来の部分とは大きく異なっている。本来の部分はおそらくルーベンスの手になるものであるが、拡大された部分は彼の工房の助手の手になるものである。 ルーベンスは本作を習作として制作した可能性があり、解析画像が示すように工房で使用するための「羽根のある天使」として制作した可能性さえある。実際に、本作の子供は『花環の聖母』 (アルテ・ピナコテーク、ミュンヘン) で花環の周囲にいるプットとして用いられている。元の頭部を描いた部分は本来、工房で使用するように意図され、売却用ではなかったが、追加された部分により拡大されて完全な売却用の作品となったと思われる。
当初、習作として制作された本作はおそらく直接モデルを前にして写生されており、子供は自発的な、ポーズを取っていない姿で表されている。子供が鳥と遊ぶモティーフは古代にまで遡るもので、キリスト教美術にも頻繁に登場する。鳥は非常に素早く過ぎゆく魂、または生命を象徴する。「聖母子」の多くの絵画では、イエス・キリストは手に鳥を持つ姿で表されるが、それは彼の死と復活 (キリスト教) を示唆する。とはいえ、ルーベンスが本作を制作した際にそうした寓意を意図していたかどうかはわからない。